# Norwegen (Niedersachsen)
Norwegen ist ein Ortsteil der Gemeinde Lastrup in Niedersachsen im Landkreis Cloppenburg in Deutschland. Mit knapp 60 Einwohnern ist Norwegen der zweitkleinste der vierzehn Gemeindeteile und die südlichste Bauerschaft Lastrups. Norwegen grenzt an die Gemeinde Löningen.

## Herkunft des Namens
Der Hintergrund der Namensgebung „Norwegen“ für diesen Ortsteil ist bis heute nicht vollständig geklärt. Eine mögliche Erklärung führt zu Herzog Peter Friedrich Ludwig von Oldenburg, in dessen Regentschaft die erste Ansiedlung von Neubauern an diesem Ort nach der Lastruper Markenteilung im Jahr 1823 fällt und der dem Hause der Gottorfschen Oldenburger (auch Holstein-Gottorp) entstammte. Die ältere Linie dieses Hauses hatte zu dieser Zeit den Königsthron Dänemarks inne, weshalb sie von 1380 bis kurze Zeit vorher im Jahr 1814 in Personalunion zugleich auch die norwegischen Könige stellte. Es ist daher denkbar, dass die Namensgebung an diese große Zeit des Hauses Holstein-Gottorp erinnern und dem Haus die Regentschaft über Norwegen in symbolischer Form zurückgeben sollte.